# Charlie Cox (cầu thủ bóng đá, sinh năm 1905)
William Charles Cox (sinh ngày 27 tháng 11 năm 1901 – 1978) là một cầu thủ bóng đá thi đấu ở vị trí hậu vệ trái, centre half hoặc left half cho Southend United và West Ham United ở Football League. Ông cũng thi đấu cho Glico Works và Ilford.